# Caterina Carlotta del Palatinato-Zweibrücken
Caterina Carlotta del Palatinato-Zweibrücken (Zweibrücken, 11 gennaio 1615 – Düsseldorf, 21 marzo 1651) fu contessa palatina del Palatinato-Zweibrücken, duchessa e contessa palatina consorte del Palatinato-Neuburg e duchessa consorte di Jülich-Berg.

## Biografia
Caterina Carlotta era figlia del duca e conte palatino Giovanni II del Palatinato-Zweibrücken (1584-1635) e della sua  seconda moglie Luisa Giuliana (1594-1640), figlia del principe elettore Federico IV del Palatinato.
Di fede riformata, sposò nel 1631 a Zweibrücken lo zio, il duca e conte palatino Volfango Guglielmo di Neuburg (1578-1653), che si era convertito al cattolicesimo nel 1614, sotto l'influsso della prima moglie Maddalena di Baviera, ed aveva cercato di sostenere l'imperatore, il re di Spagna e diversi principi tedeschi. Questo matrimonio tra coniugi appartenenti a fedi diverse avrebbe dovuto  consolidare i legami familiari tra i Wittelsbach del Palatinato.
A causa dei legami di sangue e della diversità di fede, fu necessario ottenere una dispensa papale per questo matrimonio, che fu concessa da apa Urbano VIII, a condizione che i bambini che ne fossero nati venissero allevati nella fede cattolica. La decisione del papa sembrò costituire un primo passo verso il riconoscimento  dei matrimoni religiosi tra cattolici e protestanti, ma il suo successore, Innocenzo X, non concesse ulteriori dispense.
Wolfgang Guglielmo si sforzò d'indurre la moglie a convertirsi al cattolicesimo, ma Caterina Carlotta rimase fino alla sua morte protestante. Per questo motivo venne sepolta, il 4 aprile 1651, nella cripta reale della chiesa collegiata di San Lamberto: i gesuiti e l'arcivescovo di Colonia rifiutarono la sepoltura della principessa calvinista nella chiesa di Sant'Andrea di recente costruzione. La duchessa lasciò in eredità una donazione annuale ai poveri di Zweibrücken, Lichtenberg, Meisenheim e Neucastell.

## Discendenza
Caterina diede al marito due figli:
- Filippo (7 maggio - 21 settembre 1633)
- Eleonora Francesca (9 aprile - 23 novembre 1634)

## Ascendenza
|                                                 |                                |                                     | Genitori                             |  |  | Nonni |  |  | Bisnonni                               |  |  | Trisnonni                               |  |
|                                                 |                                |                                     |                                      |  |  |       |  |  | 8. Volfango del Palatinato-Zweibrücken |  |  | 16. Luigi II del Palatinato-Zweibrücken |  |
|                                                 |                                |                                     |                                      |  |  |       |  |  | 8. Volfango del Palatinato-Zweibrücken |  |  | 16. Luigi II del Palatinato-Zweibrücken |  |
|                                                 |                                | 17. Elisabetta d'Assia              |                                      |  |  |       |  |  | 8. Volfango del Palatinato-Zweibrücken |  |  |                                         |  |
| 4. Giovanni I del Palatinato-Zweibrücken        |                                |                                     |                                      |  |  |       |  |  | 8. Volfango del Palatinato-Zweibrücken |  |  |                                         |  |
|                                                 |                                | 9. Anna d'Assia                     | 18. Filippo I d'Assia                |  |  |       |  |  |                                        |  |  |                                         |  |
|                                                 |                                | 9. Anna d'Assia                     | 18. Filippo I d'Assia                |  |  |       |  |  |                                        |  |  |                                         |  |
|                                                 |                                | 9. Anna d'Assia                     | 19. Cristina di Sassonia             |  |  |       |  |  |                                        |  |  |                                         |  |
| 2. Giovanni II del Palatinato-Zweibrücken       |                                | 9. Anna d'Assia                     |                                      |  |  |       |  |  |                                        |  |  |                                         |  |
|                                                 |                                | 10. Guglielmo di Jülich-Kleve-Berg  | 20. Giovanni III di Kleve            |  |  |       |  |  |                                        |  |  |                                         |  |
|                                                 |                                | 10. Guglielmo di Jülich-Kleve-Berg  | 20. Giovanni III di Kleve            |  |  |       |  |  |                                        |  |  |                                         |  |
|                                                 |                                | 10. Guglielmo di Jülich-Kleve-Berg  | 21. Maria di Jülich-Berg             |  |  |       |  |  |                                        |  |  |                                         |  |
| 5. Maddalena di Jülich-Kleve-Berg               |                                | 10. Guglielmo di Jülich-Kleve-Berg  |                                      |  |  |       |  |  |                                        |  |  |                                         |  |
|                                                 |                                | 11. Maria d'Austria                 | 22. Ferdinando I d'Asburgo           |  |  |       |  |  |                                        |  |  |                                         |  |
|                                                 |                                | 11. Maria d'Austria                 | 22. Ferdinando I d'Asburgo           |  |  |       |  |  |                                        |  |  |                                         |  |
|                                                 |                                | 11. Maria d'Austria                 | 23. Anna Jagellone                   |  |  |       |  |  |                                        |  |  |                                         |  |
| 1. Caterina Carlotta del Palatinato-Zweibrücken |                                | 11. Maria d'Austria                 |                                      |  |  |       |  |  |                                        |  |  |                                         |  |
|                                                 | 12. Ludovico VI del Palatinato | 24. Federico III del Palatinato     |                                      |  |  |       |  |  |                                        |  |  |                                         |  |
|                                                 | 12. Ludovico VI del Palatinato | 24. Federico III del Palatinato     |                                      |  |  |       |  |  |                                        |  |  |                                         |  |
|                                                 | 12. Ludovico VI del Palatinato | 25. Maria di Brandeburgo-Kulmbach   |                                      |  |  |       |  |  |                                        |  |  |                                         |  |
| 6. Federico IV del Palatinato                   | 12. Ludovico VI del Palatinato |                                     |                                      |  |  |       |  |  |                                        |  |  |                                         |  |
|                                                 |                                | 13. Elisabetta d'Assia              | 26. Filippo I d'Assia (= 18)         |  |  |       |  |  |                                        |  |  |                                         |  |
|                                                 |                                | 13. Elisabetta d'Assia              | 26. Filippo I d'Assia (= 18)         |  |  |       |  |  |                                        |  |  |                                         |  |
|                                                 |                                | 13. Elisabetta d'Assia              | 27. Cristina di Sassonia (= 19)      |  |  |       |  |  |                                        |  |  |                                         |  |
| 3. Luisa Giuliana del Palatinato-Simmern        |                                | 13. Elisabetta d'Assia              |                                      |  |  |       |  |  |                                        |  |  |                                         |  |
|                                                 |                                | 14. Guglielmo I d'Orange            | 28. Guglielmo I di Nassau-Dillenburg |  |  |       |  |  |                                        |  |  |                                         |  |
|                                                 |                                | 14. Guglielmo I d'Orange            | 28. Guglielmo I di Nassau-Dillenburg |  |  |       |  |  |                                        |  |  |                                         |  |
|                                                 |                                | 14. Guglielmo I d'Orange            | 29. Giuliana di Stolberg             |  |  |       |  |  |                                        |  |  |                                         |  |
| 7. Luisa Giuliana di Nassau                     |                                | 14. Guglielmo I d'Orange            |                                      |  |  |       |  |  |                                        |  |  |                                         |  |
|                                                 |                                | 15. Carlotta di Borbone-Montpensier | 30. Luigi III di Montpensier         |  |  |       |  |  |                                        |  |  |                                         |  |
|                                                 |                                | 15. Carlotta di Borbone-Montpensier | 30. Luigi III di Montpensier         |  |  |       |  |  |                                        |  |  |                                         |  |
|                                                 |                                | 15. Carlotta di Borbone-Montpensier | 31. Giacomina de Longwy              |  |  |       |  |  |                                        |  |  |                                         |  |
|                                                 |                                | 15. Carlotta di Borbone-Montpensier |                                      |  |  |       |  |  |                                        |  |  |                                         |  |